# Badanie mikrośladów

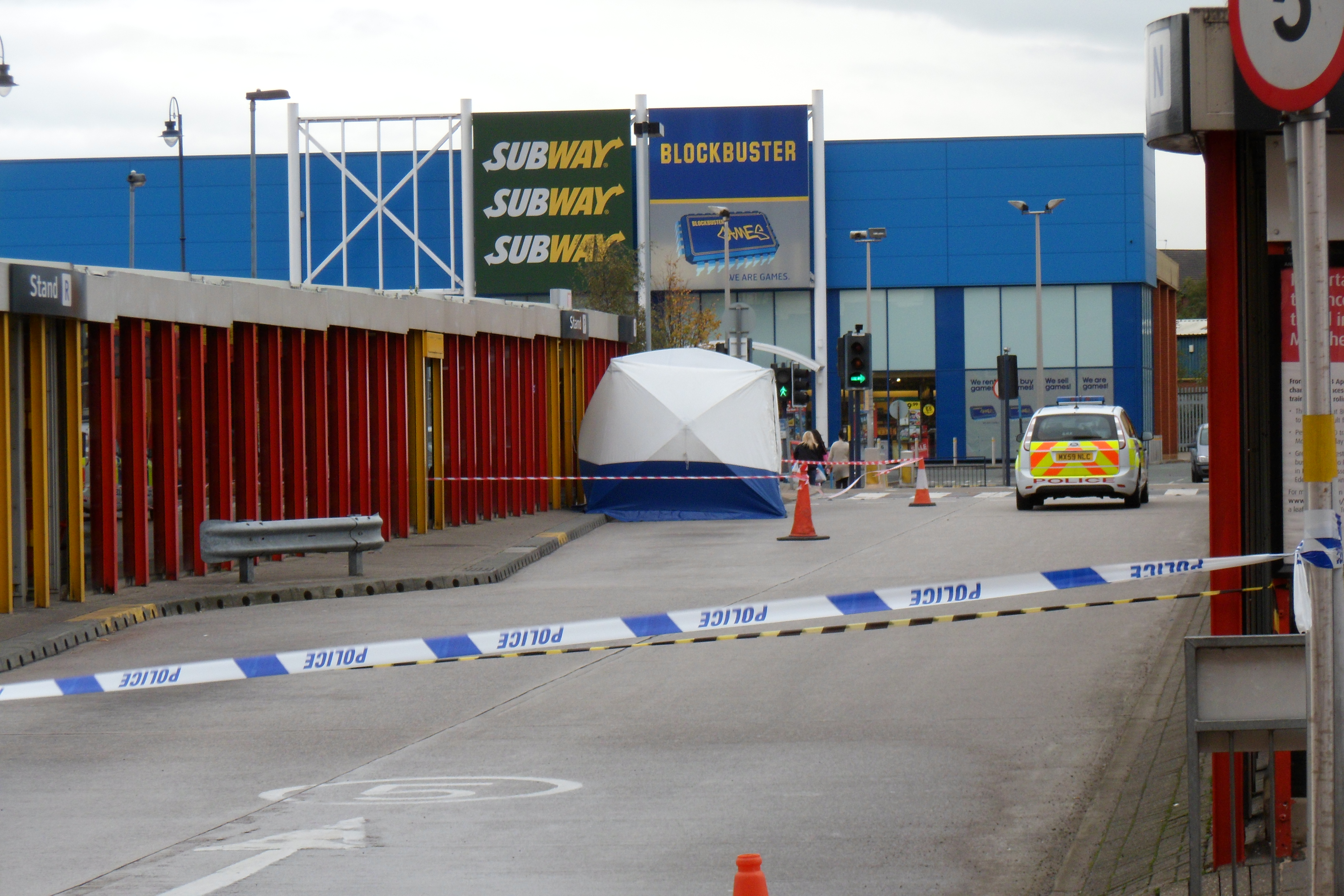
W celu zabezpieczenia mikrośladów na miejscu znalezienia zwłok, policja okrywa zwłoki namiotem

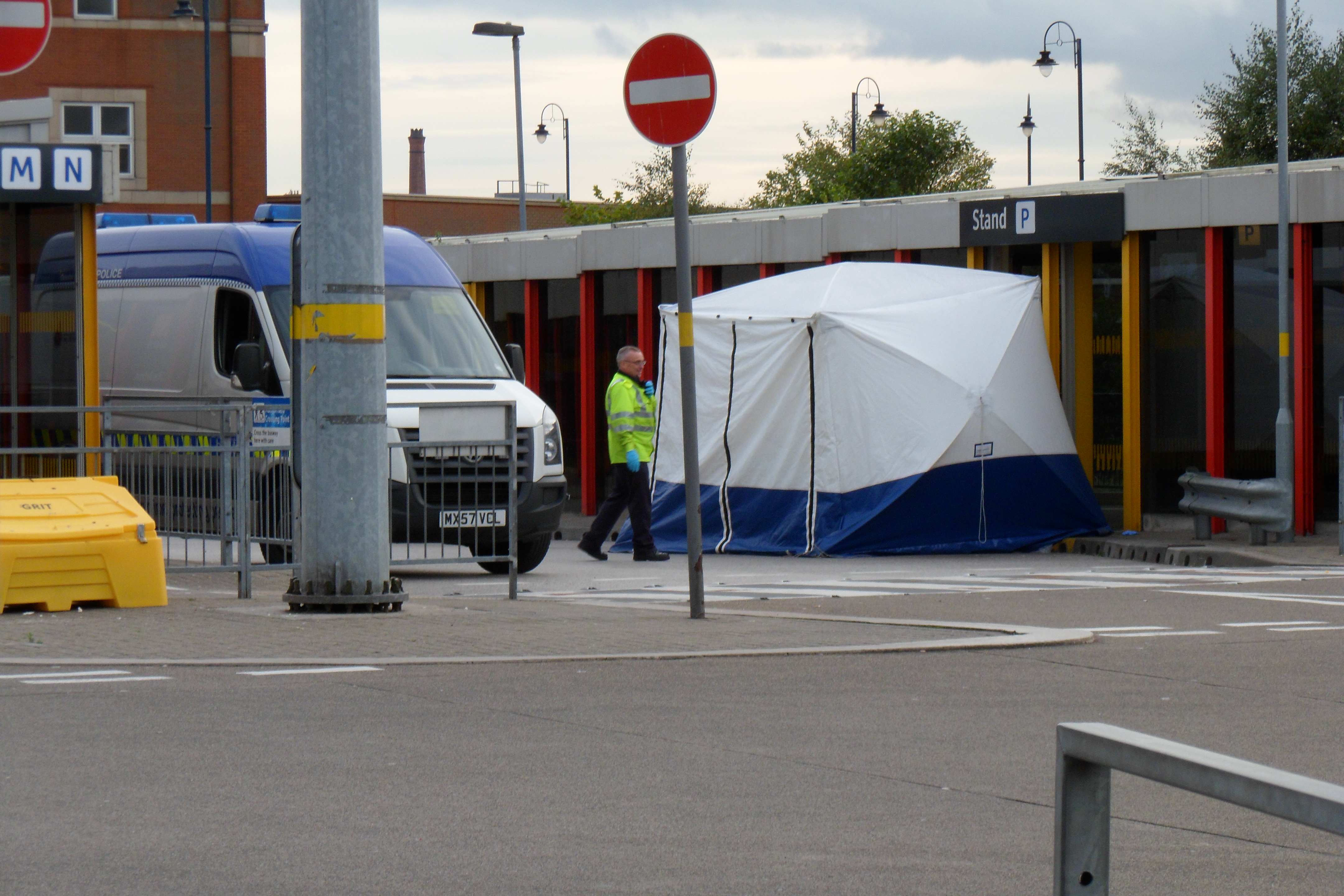
Miejsce znalezienia zwłok zabezpieczone namiotem

Badanie mikrośladów – technika śledcza zajmująca się najmniejszymi materialnymi śladami związanymi bezpośrednio lub pośrednio ze sprawcą. Do takich mikrośladów zaliczają się przykładowo: włókna dzianin, tkanin, odpryski lakieru samochodowego, włosy – obecnie służą jako materiał do badań kodu DNA, sierść zwierzęca i wiele innych (np. krople smarów, olejów silnikowych).
Np. wspomniane włókna ze swetra zabezpieczone za paznokciami broniącej swego życia ofiary zbrodni, poprzez porównanie ich z zabezpieczonymi u podejrzanych włóknami z ich odzieży badanymi pod mikroskopem porównawczym w różnej długości falach światła widzialnego, umożliwiają wskazanie ewentualnego sprawcy zbrodni lub eliminację z kręgu podejrzanych. Celem dokumentacji i wizualizacji stosowana jest fotografia kryminalistyczna.
Nie istnieją identyczne włókna. Dwa takie same swetry kupione przez dwie różne osoby będą posiadały po krótkim użytkowaniu włókna o innych cechach. Wpływają na to takie czynniki jak: różnice w odżywianiu się, nałogi, przyjmowane leki (inny osad potu na włóknach), różne detergenty stosowane do prania, różna twardość wody, różne dezodoranty oraz różne zanieczyszczenia powietrza w miejscu zamieszkania, pracy, regionie – też dadzą one inny osad na włóknach.
Podobnie odpryski lakieru samochodowego na odzieży ofiary wypadku mają swoje własne niepowtarzalne cechy powstałe na skutek np. zanieczyszczeń powietrza, detergentów, wosków, wody, oddziaływania promieni słonecznych (garaż czy parking pod chmurką), sposobów mycia nadwozia (myjnia, szczotka, gąbka, szmatka, karcher) powodujących różne mikrorysy.